# Akšóbhja

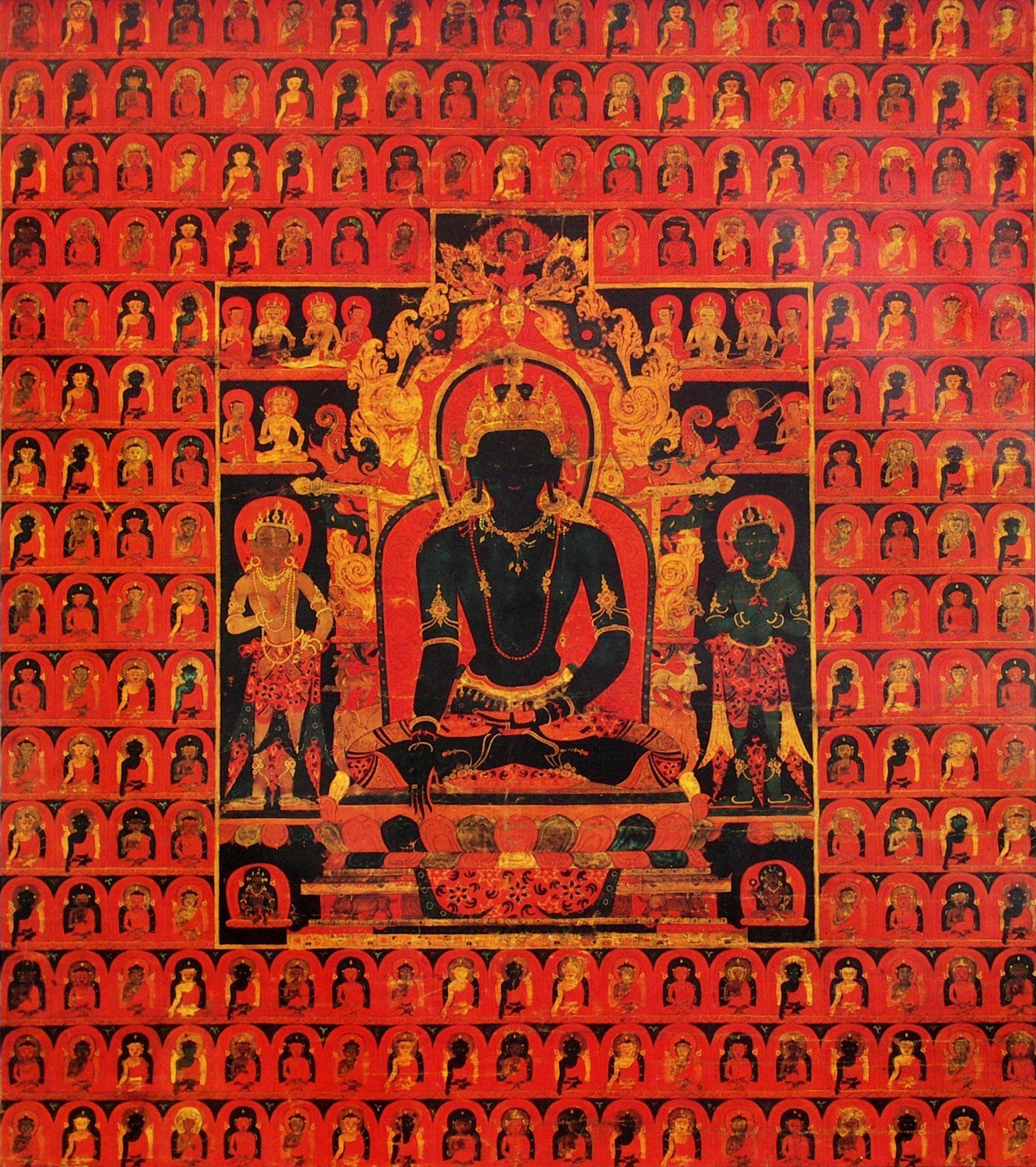
Tibetská thangka z 13. století s Akšóbhjou obklopeným opakujícími se pěti dhjánibuddhy

Akšóbhja je buddha, který ztělesňuje zrcadelně jasnou moudrost.
Je jedním z pěti dhjánibuddhů.

## Vlastnosti
- Neochvějný, neotřesitelný, nepohnutelný, neproměnný.
- Vztahuje se na božskou personifikaci vodního prvku.
- Vládne východní čisté zemi Abhirati.

## Ikonografie

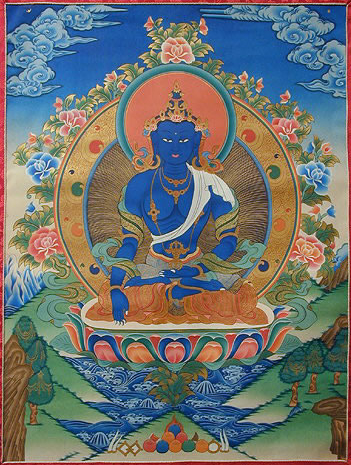
Akšóbhja

Jeho tělo je blankytně modré, v levé ruce drží vadžru nebo lotosový květ,
pravá ruka vytváří mudru bhúmisparša (gesto dotyku země).

## Mantra
Óm Akšóbhja Húm

## Popis
Akšóbhja údajně (ještě jako mnich) složil slib, že vůči žádné bytosti nepocítí odpor ani hněv. Při uskutečňování tohoto slibu prokázal neochvějnost a po nekonečně dlouhém úsilí se stal buddhou Akšóbhjou a zároveň vládcem nad rájem Abhirati. Podle buddhistického učení ten, kdo se do tohoto ráje přerodí, již nikdy neklesne na nižší úroveň vědomí (ráj v buddhismu není chápán jako místo, nýbrž jako stav vědomí).